# Natalia Kuikka
Natalia Kuikka (Kemi, Finlandia; 1 de diciembre de 1995) es una futbolista finlandesa que juega de centrocampista en el Portland Thorns FC de la NWSL. Es internacional con la selección de Finlandia.

## Trayectoria
En enero de 2019, Kuikka firmó con el Kopparbergs/Göteborg FC de la Damallsvenskan en Suecia, uniéndose a su excompañera de equipo de la Universidad Estatal de Florida y compatriota finlandesa, Emma Koivisto.
El 29 de octubre de 2020, Portland Thorns FC anunció el fichaje de Kuikka con un contrato de dos años, a partir de 2021.

## Trayectoria internacional
Fue internacional con los equipos finlandeses Sub-16, Sub-17, Sub-18, Sub-19 y Sub-20. También jugó en la Copa Mundial Femenina Sub-20 de 2014.
Kuikka hizo su debut con la selección absoluta de Finlandia en la Eurocopa Femenina de la UEFA 2013. En 2017, ganó el premio a la Jugadora Nacional del Año de Finlandia.

## Estadísticas

### Clubes
| Club                        | País           | Año             |
| --------------------------- | -------------- | --------------- |
| Visan Pallo                 | Finlandia      | 2011            |
| Merilappi United            | Finlandia      | 2012 - 2013     |
| Kokkola Futis 10 (préstamo) | Finlandia      | 2013            |
| Merilappi United            | Finlandia      | 2014 - 2015     |
| Kopparbergs/Göteborg FC     | Suecia         | 2019 - 2020     |
| Portland Thorns FC          | Estados Unidos | 2021 - presente |

## Palmarés

### Títulos nacionales
| Título                         | Club                    | País           | Año     |
| ------------------------------ | ----------------------- | -------------- | ------- |
| Copa de Suecia Femenina        | Kopparbergs/Göteborg FC | Suecia         | 2018-19 |
| Damallsvenskan                 | Kopparbergs/Göteborg FC | Suecia         | 2020    |
| NWSL Challenge Cup             | Portland Thorns FC      | Estados Unidos | 2021    |
| National Women's Soccer League | Portland Thorns FC      | Estados Unidos | 2022    |

### Distinciones individuales
| Distinción                    | Año  |
| ----------------------------- | ---- |
| Jugadora del Año en Finlandia | 2017 |
| Jugadora del Año en Finlandia | 2020 |
| Jugadora del Año en Finlandia | 2021 |